# Prohorovkai páncélosütközet
A prohorovkai páncélosütközet, más néven prohorovkai páncéloscsata, prohorovkai csata (németül: (Panzer)schlacht bei Prochorowka, oroszul: Сражение под Прохоровкой) a világtörténelem egyik legnagyobb páncélosütközete volt a Zitadelle hadművelet keretében, amelynek során a Wehrmacht megpróbálta a kurszki kiszögellést elfoglalni a szovjet Vörös Hadseregtől.
A csata 1943. július 12-én, a Szovjetunió Kurszki területén (ma: Oroszország), Prohorovka falu közelében zajlott le, ahol a déli irányból támadó, Erich von Manstein parancsnoksága alatt lévő Dél Hadseregcsoport 4. páncéloshadseregének Hermann Hoth-vezette II. SS-páncéloshadteste ütközött meg a szovjet sztyeppi front 5. gárda-harckocsihadsereg alakulataival P. A. Rotmisztrov vezetésével. Az ütközet során a túlerőben lévő szovjet egységek taktikai vereséget szenvedtek, harckocsijaik több mint felét elvesztették. Az ütközetben a német veszteségek csekélyebbek voltak, így a köztudatban elterjedthez képest a csatát nem a szovjetek nyerték, mivel a németek megtartották állásaikat, sőt az este folyamán még előre is nyomultak. Áttörést azonban nem tudtak elérni, ugyanakkor a kurszki kiszögellés északi és déli részén a szovjetek friss erőkkel nagy támadásokat indítottak.

## A szemben álló felek

### Szovjetek
Melevoje–Berezovka térsége:
- voronyezsi front
  - 1. harckocsihadsereg
  - 6. gárdahadsereg
  - 7. gárdahadsereg

Prohorovka térsége:
- sztyeppi front
  - 5. gárda-harckocsihadsereg (P. A. Rotmisztrov altábornagy, 793 harckocsi, 37 önjáró löveg)
    - 2. harckocsihadtest (A. F. Popov vezérőrnagy)
    - 2. gárda-harckocsihadtest (V. M. Badanov vezérőrnagy)
    - 5. gárda-gépesítetthadtest (B. M. Szkovorcov vezérőrnagy)
    - 18. harckocsihadtest (B. Sz. Baharov vezérőrnagy)
    - 29. harckocsihadtest (I. F. Kiricsenko vezérőrnagy)

  - 5. gárdahadsereg

A harcjárművek megoszlása: 501 darab T–34/76, 261 darab T–60 és T–70, 31 darab Churchill III és KV–1, valamint a 29. harckocsihadtest önjáró lövegei.

### Németek
- II. SS-páncéloshadtest (Hermann Hoth vezérezredes)
  - Totenkopf SS-páncélgránátos-hadosztály
  - LSSAH SS-páncélgránátos-hadosztály
  - Das Reich SS-páncélgránátos-hadosztály

Harcjárműveik száma összesen 316 darab. Ebből 4 darab Pz II (LSSAH), 93 darab Pz III (5 db. LSSAH, 34 db. DR SS, 54 db. T SS), 95 darab Pz IV (47 db. LSSAH, 18 db. DR SS, 30 db. T SS), 15 darab Tiger IE (4 db. LSSAH, 1 db. DR SS, 10 db. T SS), 43 darab Marder III (20 db. LSSAH, 12 db. DR SS, 11 db. T SS), 8 darab T–34 a DR SS állományában, valamint 58 darab StuG III (10 db. LSSAH, 27 db. DR SS, 21 db. T SS).

## Következmények
A taktikai győzelem küszöbén álló német egységeket a német tábornokok tiltakozása ellenére, Hitler a szövetségesek két nappal korábbi szicíliai partraszállása, valamint az egész Zitadelle hadművelet sikerének reménytelensége miatt leállította, a legjobb páncélosalakulatokat kivonta és átvezényelte a keleti frontról. Így a csata helyi harcászati német sikere ellenére a hadjárat végül szovjet hadászati győzelemmé változott. A szovjetek még ezen a napon megindították a kurszki német csoportosítás északi szárnya (Model) közelében a Kutuzov hadműveletet közel 2400 páncélost és 900 000 katonát bevetve. Két héttel később, a kurszki csata további szakasza alatt, a déli jobbszárny felől a Polkovogyec Rumjancev hadműveletet is elindították a Kutuzovhoz hasonló erősséggel. A Wehrmacht többé már nem volt képes magához venni a hadászati kezdeményezést a keleti fronton.